# Трайко Благоев
Трайко А. Благоев с псевдоним Илия Василев е български общественик, просветен деец, фотограф и революционер, деец на Вътрешната македоно-одринска революционна организация (ВМОРО) и на Върховния македоно-одрински комитет (ВМОК).

## Биография
Трайко Благоев е роден в беровското село Владимирово, тогава в Османската империя. Получава основно образование в родното си село и после постъпва в Кюстендилското педагогическо училище. Не успява да го завърши, но успешно се дипломира в Скопското българско педагогическо училище през 1897 година. След това става учител във Владимирово, където работи една година, и се включва в революционната дейност на ВМОРО, чийто член е от 1895 година. През 1898 – 1899 година е помощник-председател на окръжния революционен комитет в Струмица, а през 1899 – 1900 година е ръководител на Малешевския революционен район.
Преследван от властите, се установява в София. Осъден е задочно на 101 години затвор. В Софийския университет следва педагогика, но активно се занимава с география. Там става член на македонско студентско дружество. След завършването си в 1904 година учителства дълги години в Пазарджик, става помощник-инспектор в Пловдив, и работи като учител и директор в 18-а гимназия в София до пенсионирането си. По негова инициатива се отваря лятно училище в Борисовата градина. От 1901 до 1905 година е помощник-редактор на органа на Върховния комитет вестник „Реформи“. През 1919 година участва в издаването на албума „Македония в образи“. През 20-те години е директор на ХVIII прогимназия в София.
Трайко Благоев създава карта на България и Балкански полуостров, а с Косьо Рачев и Христо Шалдев издава библиотека „Географско четиво“. През Балканските войни и Първата световна война като фотограф обикаля и събира информация за исторически обекти. Автор е на учебници по география за прогимназиално ниво и провежда изследвания за Кресненско-Разложкото въстание.
Умира на 18 март 1937 година в София.

## Съчинения
- „Генерал Майор Протогерову“, София, 1917 година
- Беласица, Географско четиво, г. II, № 7-8, София 1925, 54 с.[7]
- Методични упътвания по карточетание, София 1934, 28 с.[7]